# Peligrosa
Peligrosa är en udde i Antarktis. Den ligger i Sydorkneyöarna. Argentina och Storbritannien gör anspråk på området.
Terrängen inåt land är huvudsakligen kuperad, men söderut är den bergig. Havet är nära Peligrosa åt nordost. Trakten är obefolkad. Det finns inga samhällen i närheten. 